# Cees Bol
Pour les articles homonymes, voir Bol.
Cees Bol, né le 27 juillet 1995 à Zaandam, est un coureur cycliste néerlandais, spécialiste des sprints massifs.

## Biographie
Cees Bol naît le 27 juillet 1995 aux Pays-Bas.

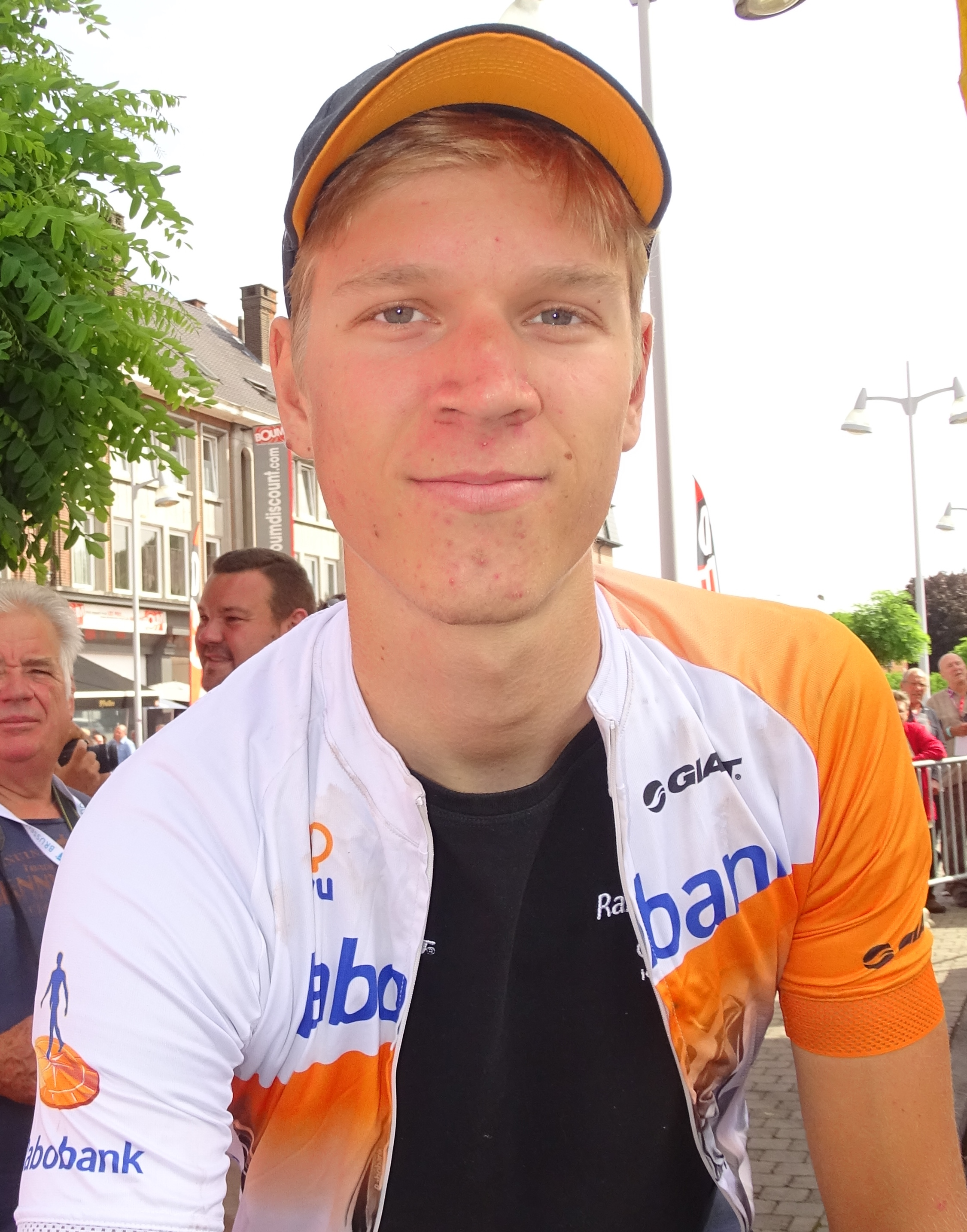
Cees Bol lors du départ du Grand Prix Pino Cerami 2015 à Saint-Ghislain.

Il entre dans l'équipe Rabobank Development en 2014. En 2016, il remporte le classement général de l'Olympia's Tour, réservé aux coureurs espoirs.
Il rejoint l'équipe SEG Racing Academy en 2017. En 2018, il gagne une étape du Tour de Bretagne et la Flèche ardennaise. En 2019, il fait ses débuts au sein du World Tour dans l'équipe Sunweb, en remportant notamment Nokere Koerse.
A la fin de l'année 2022, il était prévu qu'il rejoigne la formation B&B Hotels-KTM, cependant à la suite de la disparition de cette équipe, il réussit à rejoindre en janvier 2023 la formation Astana Qazaqstan, en signant un contrat d'une saison.

## Palmarès sur route
- 2016
  - Classement général de l'Olympia's Tour
- 2018
  - Vainqueur de la Coupe des Pays-Bas
  - Wanzele Koerse
  - 5e étape du Tour de Bretagne
  - Flèche ardennaise
  - Ronde van de Achterhoek
  - 2e du Circuit des Ardennes international
  - 2e du Tour de Hollande-Septentrionale
  - 2e du Grand Prix Marcel Kint
  - 3e du Lillehammer GP
  - 3e du Prix national de clôture
- 2019
  - Nokere Koerse
  - 7e étape du Tour de Californie
  - 1re étape du Tour de Norvège
- 2020
  - 3e étape du Tour de l'Algarve
- 2021
  - 2e étape de Paris-Nice
  - Grand Prix Lucien Van Impe
  - 3e du Tour de Slovaquie
  - 7e de la Classic Bruges-La Panne
- 2022
  - 2e étape du Tour de Grande-Bretagne
- 2023
  - 3e des Quatre Jours de Dunkerque
- 2025
  - 3e de la Famenne Ardenne Classic

### Résultats sur les grands tours

#### Tour de France
6 participations
- 2019 : non-partant (17e étape)
- 2020 : 140e
- 2021 : 140e
- 2023 : 149e
- 2024 : 138e
- 2025 : non-partant (12e étape)

#### Tour d'Italie
1 participation
- 2022 : non-partant (14e étape)

### Classements mondiaux
| Année                                 | 2015 | 2016 | 2017  | 2018 | 2019 | 2020 | 2021 | 2022  | 2023 | 2024 |
| ------------------------------------- | ---- | ---- | ----- | ---- | ---- | ---- | ---- | ----- | ---- | ---- |
| Classement mondial                    |      | 562e | 2757e | 166e | 125e | 296e | 287e | 1202e | 185e | 356e |
| UCI Europe Tour                       | nc   | 357e | 1756e | 53e  | 104e | 244e | 242e | 841e  | nc   | nc   |
| UCI Asia Tour                         | 241e | 371e | nc    | nc   |      |      |      |       |      |      |
|                                       |      |      |       |      |      |      |      |       |      |      |
| Légende : nc = non classéSource : UCI |      |      |       |      |      |      |      |       |      |      |

## Palmarès sur piste

### Championnats des Pays-Bas
- 2021
  -  Champion des Pays-Bas de l'américaine (avec Yoeri Havik)